# Dyops
Dyops é um gênero de traça pertencente à família Arctiidae.